# 災害時優先電話
災害時優先電話（さいがいじゆうせんでんわ）は、電気通信事業者が、法律に基づき、災害の救援・復旧・公共の秩序を維持するため、輻輳時の優先扱発信を防災関係機関等に提供する電気通信役務である。

## 概要
法令に定める通信を行うための必要最低限の回線数が、防災関係機関等（中央省庁と都道府県庁・市役所・町村役場、気象台、水防団、消防本部と消防署、警察、自衛隊、電力会社、ガス会社、公営企業、新聞社、放送局）に指定される。基本料金及び通話費用等は、通常の電話と同様であることがほとんどである。また、災害時の修理・復旧の優先は、不可能な場合がある。
電話網の技術的特性により、発信のみ優先扱いで着信については一般電話と同じであるため、電話番号を外部に公表せず発信用として使用することが推奨されている。構内電話交換機に接続する場合は、加入者線直接接続への切り替え装置など、停電・障害時も発信可能な対策が必要である。
優先電話の設置場所に災害対策本部を設置することを決めておく、シール等の目印をつけ防災訓練時などに設置場所を周知徹底しておくなど、有効な活用が求められる。
特に重要な場合は、自営無線による指令電話・専用線によるホットライン・衛星電話の併用が必要である。

## 日本
日本では、電気通信事業法・電気通信事業法施行規則・事業用電気通信設備規則により、総務大臣が指定する機関に提供されている。また、公衆電話（特殊簡易公衆電話を除く）・特設公衆電話も同様の発信優先扱いとなっている。
加入電話・携帯電話・PHSが、指定可能である。光加入者線のIP電話は、指定できない場合が多いが完全IP網化までに可能となる予定である。